# Bhowali
Bhowali là một thành phố và là nơi đặt ban đô thị (municipal board) của quận Nainital thuộc bang Uttaranchal, Ấn Độ.

## Nhân khẩu
Theo điều tra dân số năm 2001 của Ấn Độ, Bhowali có dân số 5302 người. Phái nam chiếm 54% tổng số dân và phái nữ chiếm 46%. Bhowali có tỷ lệ 80% biết đọc biết viết, cao hơn tỷ lệ trung bình toàn quốc là 59,5%: tỷ lệ cho phái nam là 83%, và tỷ lệ cho phái nữ là 77%. Tại Bhowali, 11% dân số nhỏ hơn 6 tuổi.